# Renato Polese
Renato Polese, né le 27 avril 1924 à Rome et mort le 9 mai 2014, est un auteur de bande dessinée italien.

## Œuvre

### Albums
- L'homme de Pékin, scénario et dessins de Renato Polese, Christian Chalmin, collection Un homme - Une aventure, 1986  (ISBN 2-900238-04-8)
- Bengali, Aventures et Voyages, collection Mon journal

Album N°52, scénario de G. Longhi et Roberto Renzi, dessins de Renato Polese et Augusto Pedrazza, 1988
- El Bravo, Aventures et Voyages, collection Mon journal

99. L'Équipage infernal, scénario et dessins collectifs, 1985
103. Péril jaune, scénario de Gino D'Antonio, dessins de Renato Polese et Ivo Pavone, 1986
105. Sur la Piste du traître, scénario de Gino D'Antonio et Pierre Castex, dessins de Renato Polese et Saverio Micheloni, 1986
106. La Fuite dans le marais, scénario de Gino D'Antonio et Pierre Castex, dessins de Renato Polese et Saverio Micheloni, 1986
111. La Loi des Shoshoni, scénario de Gino D'Antonio et Pierre Castex, dessins de Renato Polese, Michel-Paul Giroud et Saverio Micheloni, 1987
- L'Histoire de l'Ouest, scénario de Gino D'Antonio, Clair de Lune, collection Encre de Chine-Fumetti

1. Tome 1, dessins de Renato Polese et Renzo Calegari, 2012  (ISBN 978-2-353-25397-5)
2. Tome 2, dessins de Renato Polese, Giorgio Trevisan, Sergio Tarquinio et Renzo Calegari, 2012  (ISBN 978-2-353-25398-2)
3. Tome 3, dessins de, Giorgio Trevisan et Sergio Tarquinio, 2012  (ISBN 978-2-353-25453-8)

- Super Swing, Aventures et Voyages, collection Mon journal

2. La Canne qui tue, scénario de G. Longhi et EsseGesse, dessins de Renato Polese et EsseGesse, 1980
3. La Baie du tonnerre, scénario de G. Longhi et EsseGesse, dessins de Renato Polese et EsseGesse, 1980
4. Le Grand Cacique, scénario de G. Longhi et EsseGesse, dessins de Renato Polese, 1980
10. L'Illusioniste, scénario de G. Longhi et EsseGesse, dessins de Renato Polese et EsseGesse, 1982
- Tipi, Aventures et Voyages, collection Mon journal

56. La Vengeance aux trois visages, scénario de Giana Anguissola et Mario Alberti, dessins de Renato Polese et Lino Zuffi, 1981
- Totem, Aventures et Voyages, collection Mon journal

31. La Vallée maudite, scénario de Giani Caratelli et Manuel Medina, dessins de Renato Polese, 1978
32. Fantôme dans la brume, scénario de Giani Caratelli et Michel-Paul Giroud, dessins de Renato Polese et Michel-Paul Giroud, 1978
33. Le pays des Mandanos, scénario de Giani Caratelli et Manuel Medina, dessins de Renato Polese et Carlos Giménez, 1978
- Trophée, Aventures et Voyages, collection Mon journal

Trophée 3, scénario de Ron Clarke, dessins de Renato Polese et Jack Bradbury, 1971
Trophée 4, scénario  et dessins collectifs, 1971
- Voyage au centre de la Terre, scénario de Roudolph d'après l'œuvre éponyme de Jules Verne, dessins de Renato Polese, Sagédition, collection Aventure et mystère, 1978
- La Route de l'Ouest, Aventures et Voyages, collection Mon Journal

44. Je suis le vent, scénario de Robin Wood et Gino D'Antonio, dessins d'Arturo del Castillo, Renato Polese et Juan Dalfiume, 1978
70. À l'ouest du Pecos, scénario et dessins collectifs, 1980